# Omphalophana galenoides
Omphalophana galenoides là một loài bướm đêm trong họ Noctuidae.